# Завитаев, Алексей Александрович
Алексей Александрович Завитаев (15 [28] ноября 1900, Мологский уезд, Ярославская губерния — 23 сентября 1979, Москва) — организатор советской авиационной промышленности, директор московского машиностроительного завода «Сатурн», Герой Социалистического Труда (1976). Лауреат Ленинской премии. Генерал-майор.

## Биография
Алексей Завитаев родился 15 (28) ноября 1900 года в деревне Лопатино Мологского уезда. Окончил двухклассное училище, школу, механико-техническое училище. Окончил Киевский политехнический институт, после чего работал на киевском заводе «Арсенал».
С 1928 года работал на моторостроительном заводе № 26 в Рыбинске, где прошёл путь от старшего технолога до директора предприятия. Под его руководством завод разработал и выпустил поршневой мотор «М-17», который применялся во многих типах и модификациях самолётов, танков, торпедных катеров. С 1936 года завод производил также моторы серий «М-100», «М-103», «М-105», «М-106», «М-107», нашедшие широкое применение в отечественной боевой технике. В начале Великой Отечественной войны под руководством А. А. Завитаева была успешно осуществлена эвакуация завода в Уфу.
С конца 1941 года был заместителем министра авиационной промышленности СССР. На этом посту курировал серийное производство авиационных двигателей, осуществлял эвакуацию и восстановление авиационных предприятий. 19 августа 1944 года А. А. Завитаеву было присвоено воинское звание генерал-майор.
В 1946 году был переведён на должность директора авиационного завода № 411 (ныне Московский машиностроительный завод «Авангард»). С начала 1948 года руководил заводом № 300, производившим двигатели для ОКБ Микулина. За время его руководства заводом был разработан и пущен в серийное производство ряд моделей авиационных двигателей, освоена и внедрена штамповка лопаток компрессора из алюминиевых сплавов. Участвовал в разработке газотурбинного двигателя для самолёта — носителя ядерной бомбы.
В 1952 году по причине разногласий с Микулиным перешёл на пост директора опытного завода № 165 (позднее — Московский машиностроительный завод «Сатурн»). Под его руководством на этом заводе был разработан и пущен в серийное производство ряд моделей турбореактивных авиационных двигателей для самолётов «Су».
Указом Президиума Верховного Совета СССР за «большие успехи в создании авиационной техники» А. А. Завитаев был удостоен высокого звания Героя Социалистического Труда с вручением ордена Ленина и медали «Серп и Молот».

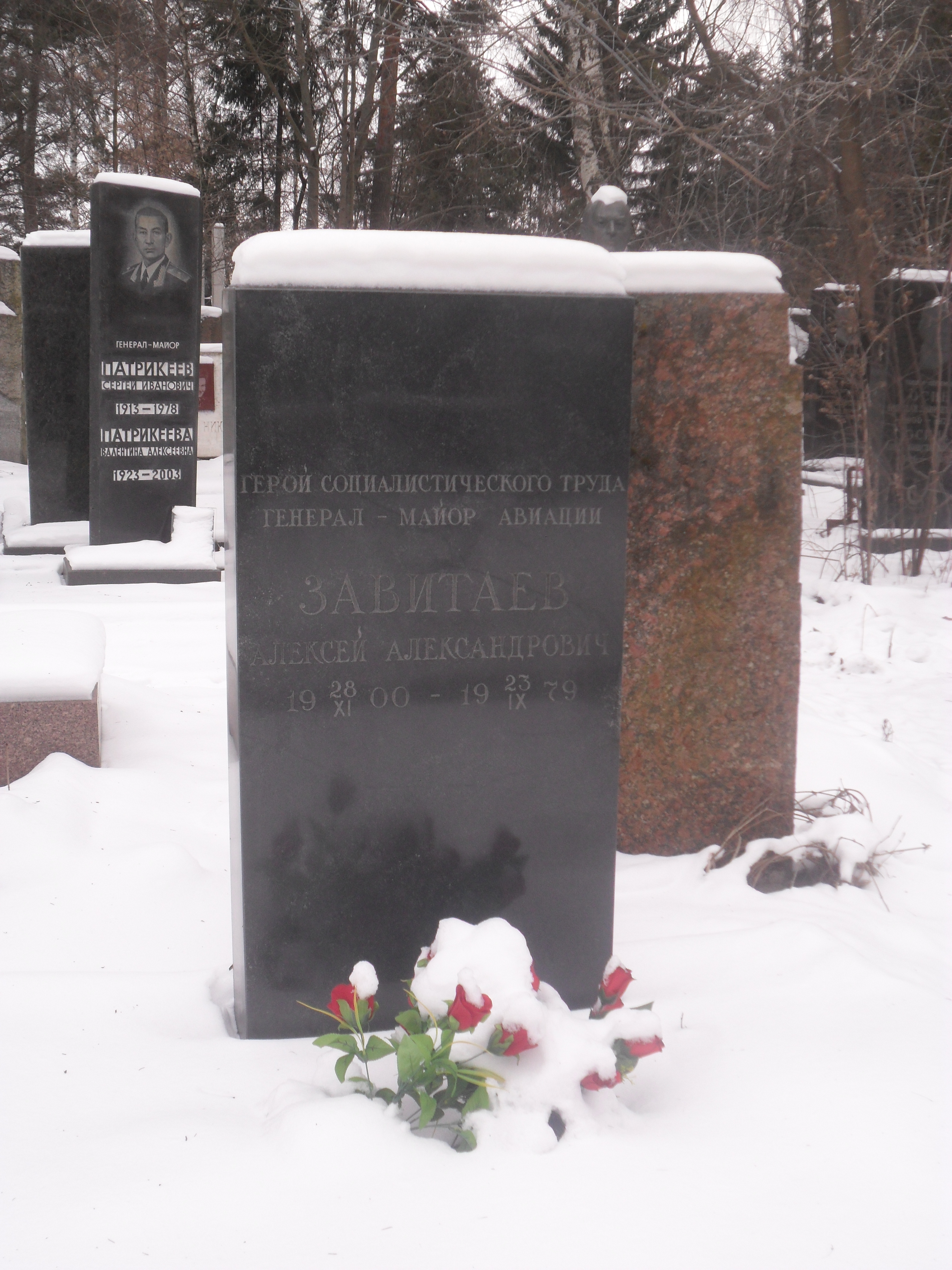
Могила Завитаева на Кунцевском кладбище Москвы.

Проживал в Москве. Скончался 23 сентября 1980 года, похоронен на Кунцевском кладбище Москвы.

## Награды
- четыре ордена Ленина (29.12.1936, 30.12.1943[8], …, ….)
- орден Октябрьской Революции
- орден Кутузова 1-й степени (16.9.1945)[9],
- орден Трудового Красного Знамени
- орден Красной Звезды
- медали[5], в том числе:
  - «За победу над Германией»[2]
  - «За боевые заслуги» (5.11.1954)[10]
- Ленинская премия

## Комментарии
1. ↑  Деревня Лопатино Мологского уезда располагалась по левому берегу реки Молога[3] примерно в 7 км северо-восточнее села Горелово[4]; утрачена при создании Рыбинского водохранилища, ныне — территория Брейтовского района Ярославской области.